# الضحايا (فلم 1932)
الضحايا هو فيلم صامت أنتج سنة 1932، ثم أُعيد عرض الفيلم عام 1935 بعد إضافة الصوت إليه. وقد شهدت النسخة الناطقة الظهور الغنائي الأول للنجمة الصاعدة آنذاك ليلى مراد.

## قصة الفيلم
تعيش بهيجة مع زوجها برعي تاجر المخدرات، والتي تزوجته بعد أن رفضته عدة مرات، لكنها لا تعلم شيئاً عن نشاطه الإجرامي. وهي في المقابل تحب الضابط جلال، زوج شقيقتها الكبرى نازك، وهو المُكلّف بالقبض على برعي.

## أغاني الفيلم
عندما أُنتجت النسخة الناطقة عام 1935، أضيفت أغانٍ للفيلم من تأليف حسين حلمي المانسترلي، وتلحين بهيجة حافظ بطلة الفيلم، وغناء النجمة الصاعدة ليلى مراد، وهو الظهور الأول لها على شاشة السينما مغنية فقط، قبل ثلاث سنوات من ظهورها بالصوت الصورة بطلة لفيلم يحيا الحب مع محمد عبد الوهاب.
يُقال أن أغنية يوم الصفا هي من تلحين محمد القصبجي.